# K1 (stacja telewizyjna)
K1 – ukraiński prywatny kanał telewizyjny, uruchomiony w czerwcu 2005 roku, który przeznaczony jest dla żeńskiej publiczności. Właścicielem tej stacji jest Inter Media Group. Kanał jest udostępniony przez telewizję kablową, satelitarną - w wersji SD oraz cyfrową telewizję naziemną (DVB-T2) - SD 16:9 w multipleksie MUX-1.